# Мласкавець борознистий
Мласкавець борознистий, мласкавець вушковидний (Valerianella rimosa) — вид рослин з родини жимолостевих (Caprifoliaceae); поширений на заході Північної Африки, у Європі, у Туреччині.

## Опис
Однорічна рослина 5–25(30) см заввишки. Стебло ребристе, жорстке. Прикореневі листки лопатчаті, середні й верхні лінійно-лопатчаті. Плоди округлояйцеподібні, 2–2,5 мм завдовжки (без відгину чашечки) і 1,5–2 мм шириною, ззаду опуклі, спереду злегка увігнуті, з вузькою борозенкою, зазвичай голі, з 5 реберцями.

## Поширення
Поширений на заході Північної Африки, у Європі, у Туреччині.
В Україні вид зростає на сухих схилах, полях, перелогах — у західному Поліссі, волинському, західному, правобережному та кримському Лісостепу, пд.-зх. Степу.